# Jaime Zapata
Pour les articles homonymes, voir Zapata.
Jaime Zapata est un peintre né le  27 novembre 1957 à Quito, Équateur. Son tableau le plus connu, « El Encuentro » (la rencontre), représente la rencontre d’un indien et d’un conquistador espagnol. Ce tableau a été réalisé en 1992 ( + d'infos ).

## Biographie
Né à Quito le 27 novembre 1957, il a étudié à la faculté des Beaux-Arts de l'Université centrale de Quito. Il a participé à des ateliers de Miguel Gayo (Pérou), Thomas Daskam (Chili) et Carmen Silva (Équateur). En 1984, il s'est installé à Paris et travaillé au Centre Culturel de la Galerie de Nesle. Il est marié et a trois enfants.
En 1998, il a créé l’Espacio Taller Jaime Zapata en Quito.

## Expositions
- Prix Christopher Columbus, Madrid (1983)
- Galerie de Nesle, Paris (1987)
- Maison de l'Amérique latine, Paris (1989)
- Hall d'antiquités et d'art contemporain, Rouen (1992)
- Biennale de Cuenca, en Équateur (1991)
- FIART, Bogota (1992)
- Latin American Art Show, Bolívar Hall, Londres (1993)
- Talbot Rice Gallery, Université d'Édimbourg, Édimbourg (1994)
- Atelier Galerie J. Manzano, Collioure (1998)
- Maison de l'Amérique latine, Paris (1998)
- MS Gallery, Quito (2000)
- Galerie de Nesles, Paris (2001)
- Salon des artistes français, Parc floral de Paris, (2004)
- Galerie de Riaux, Toulon (2005)
- Galerie de Nesle : exposition collective des Rencontres de l'anthropophagie, Paris (2006)
- Centre culturel métropolitain, Quito, Équateur, (2007)
- Alliance française, Quito, Équateur, (2007)
- Galerie El conteiner, Quito, Équateur, (2007)
- Kaz'Art, ville de Malakoff, France, 2010[2]